# Datura metel
Pour les articles homonymes, voir Métel.
Espèce
Classification APG III (2009)
Datura metel est une plante herbacée de la famille des Solanacées.
Elle est connue en France métropolitaine sous le nom de métel, à La Réunion d'herbe diable et aux Antilles françaises de gwo konkonb a chyen ou de karapat bata.
Synonymes :
- (=) Datura alba Nees
- (=) Datura chlorantha Hook.
- (=) Datura fastuosa L.
- (=) Datura metel var. fastuosa (L.) Saff.

L'origine du Datura metel est problématique parce que c'est une plante cultivée et sélectionnée par l'homme depuis très longtemps dont aucune forme sauvage n'est connue (c'est un cultigène).

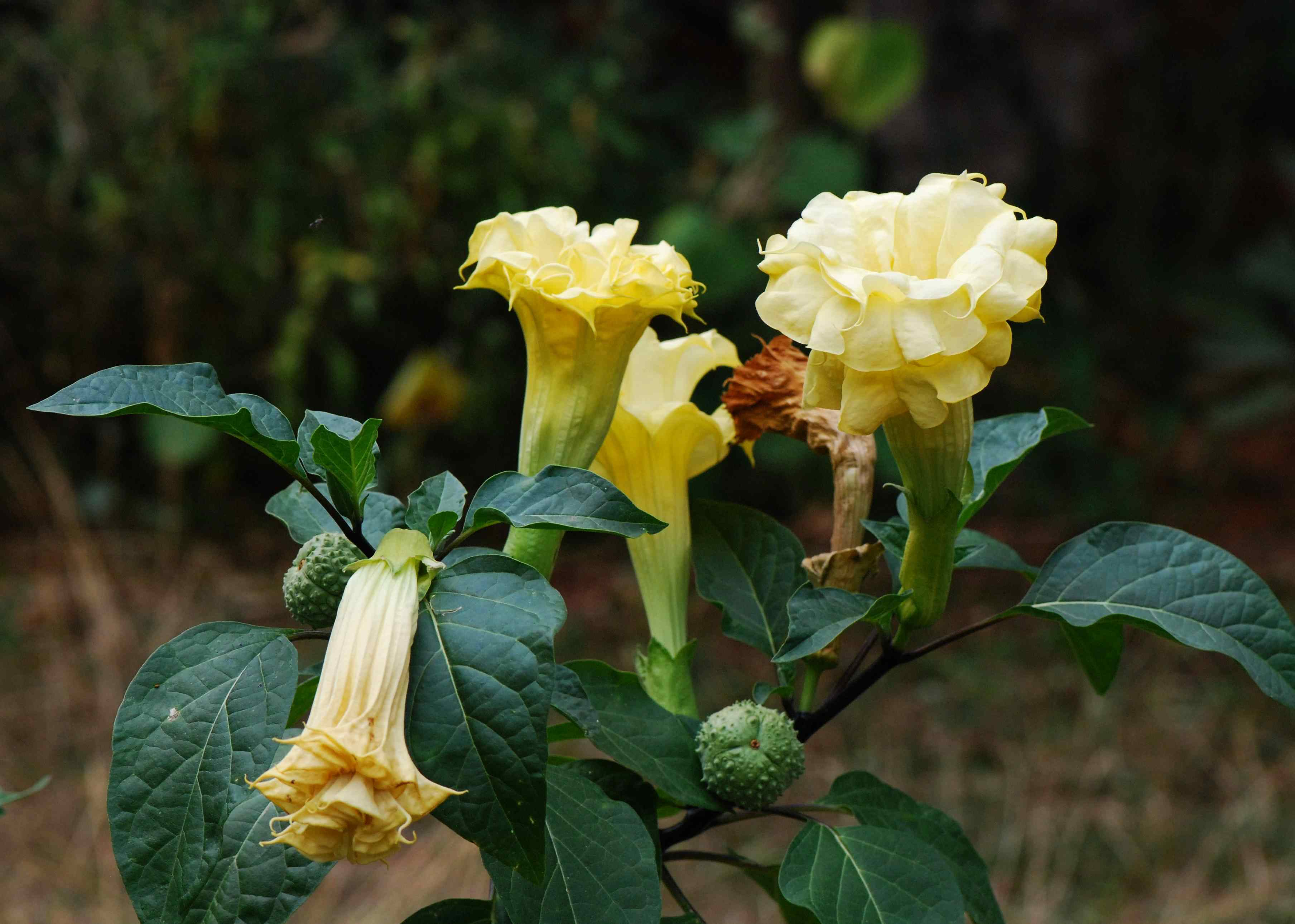
Datura metel var Chlorantha : la fleur en fanant s'incline et tord plus ou moins le pétiole vers le bas, ce qui détermine l'inclinaison future du fruit

## Historique
Sur la base des informations disponibles au milieu du XVIIIe siècle, Linné avait attribué une origine asiatique et africaine à Datura metel. Jusqu'à une époque récente, les études culturelles et historiques confirmaient que les divers Datura croissaient naturellement aussi bien dans le Nouveau que l'Ancien Monde.
Mais dans les années 1990, les études taxonomiques de David Symon et L. Haegi (1991) allaient entrer en conflit avec les données historiques. Ces travaux indiquent clairement que toutes les espèces de Datura sont apparues et se sont diversifiées dans le Nouveau Monde. Pour eux, les informations tirées des livres anciens reposaient sur des confusions et devaient être écartées. Les daturas de l'Ancien Monde n'auraient été transférés qu'à l'époque post-colombienne.
Dans la décennie suivante, les études mettent en évidence une similarité génétique et une relation phylogénétique forte avec Datura inoxia Mill., une espèce mexicaine. Si bien que cette similarité est tenue pour indiquer que l'espèce cultivée D. metel fut domestiquée à partir de l'espèce sauvage D. inoxia' ,. Cette domestication aurait eu lieu dans l'est de la Mésoamérique ou aux Caraïbes.
L'année 2007 marque le retour en force des historiens. Geeta et Gharaibeh produisent une analyse approfondie des textes arabes et indiens qui « conduit à la conclusion que Datura, probablement D. metel était présent en Asie du Sud vers le IVe siècle, de nombreux siècles avant les premières visites des Européens en Amérique (inclus les voyages Viking, vers l'an 1000). De l'Inde, le Datura s'est répandu vers l'Asie de l'ouest et le monde musulman de la Méditerranée et a atteint l'Ibérie au XIIe siècle, soit trois bons siècles avant l'exploration de l'Amérique par Colomb. » Des graines de D. metel auraient donc été transférées de son aire d'origine vers l'Asie du Sud à l'époque pré-colombienne.

## Description
Datura metel est une plante herbacée ou subligneuse,,, de 0,50 m à 1,50 m de haut, glabrescente. C'est une plante pérenne à racine tubéreuse qui est cultivée comme annuelle. Les tiges sont généralement teintées de violet ou de rouge noirâtre. Seules les jeunes pousses sont pubescentes, à poils simples, à la différence de D. inoxia dont les tiges et feuilles sont tomenteuses, à poils glanduleux.
Les feuilles portées par des pétioles de 2-6 cm sont elliptiques à largement ovales, entières ou à contour anguleux, à marge plus ou moins sinuée, membraneuses, à base tronquée, asymétrique. Elles font 5-20 × 4-15 cm.

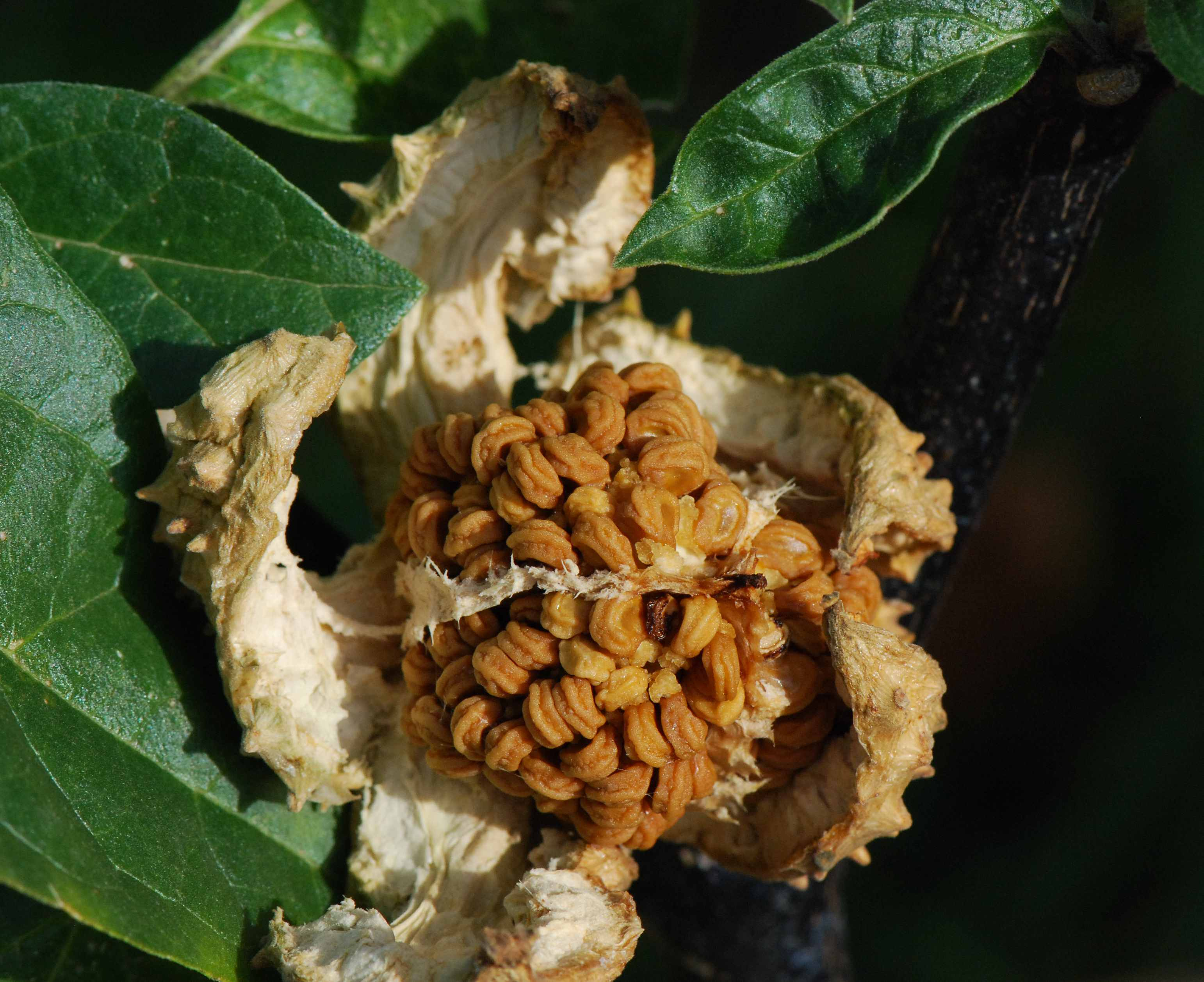
Capsule avec graines ocre, jardin en Charente, France

Ses grandes fleurs solitaires ont une gamme de couleur impressionnante : blanc pur, crème, rouge ou violacé. Elles comportent un calice tubuleux de 4-9 cm de long, finement pubescent, une corolle infundibuliforme à 5 lobes, de 8 à 20 cm de long, souvent double chez les plantes cultivées, blanc crème ou à stries rougeâtres ou mauves. Elles sont donc de dimension très supérieure à la stramonium commune dans les champs de la métropole.
Durant le jour, les fleurs exhalent un parfum agréable.
Le fruit est une capsule, subglobuleuse, de 3-4 cm de diamètre, tuberculée ou portant de courtes épines de 2-5 mm, avec les restes de calice à la base formant une collerette haute de 2-5 mm. Il est en position dressée ou plus ou moins penchée. Les graines sont ocres à brun pale, de 3-5 mm.

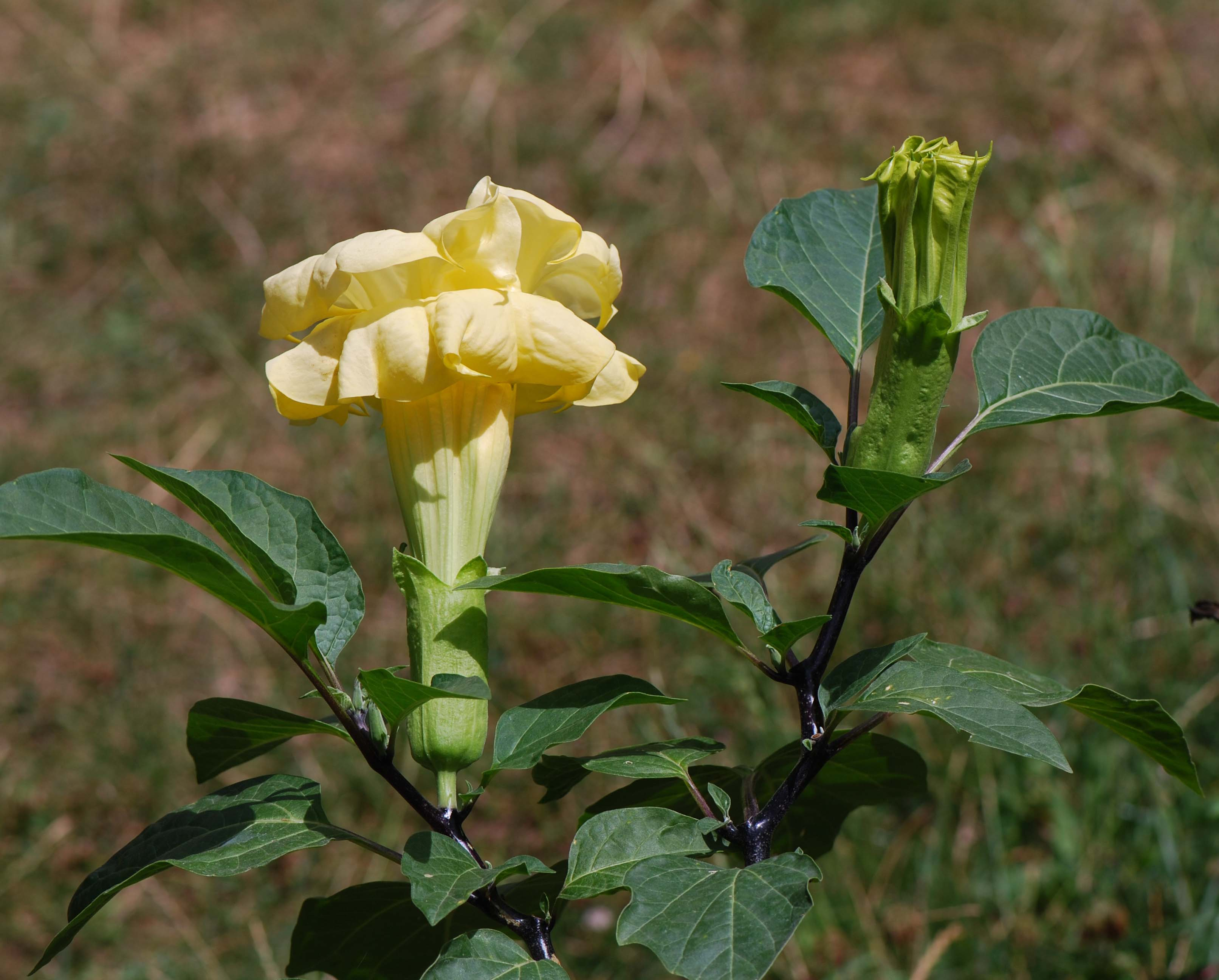
Datura metel var. 'Chlorantha'

## Écologie
Son pays d'origine reste débattu. Les études taxonomiques de David Symon et L. Haegi. (1991) suggèrent que l'origine doit être cherchée dans le Nouveau Monde. Mais les solides données historiques et culturelles que Geeta et Gharaibeh ont rassemblé à partir des sources arabes et indiennes militent pour une dispersion des graines, de son aire d'origine (la Mésoamérique ou la Caraïbe) vers l'Asie du Sud avant le IVe siècle.
Naturalisée dans de nombreuses régions, le Datura metel pousse dans les terrains vagues et au bord des routes.
Il est cultivé comme plante ornementale en raison de la richesse de ses couleurs et de ses formes et comme plante industrielle pour l'extraction des alcaloïdes tropaniques.

## Composition
Comme tous les daturas, le métel est riche en alcaloïdes tropaniques. Les feuilles renferment environ 0,5 % d'alcaloïdes totaux constitués principalement de norscopolamine, d'hyoscyamine et de météloïdine. La fleur contient 0,50 % de scopolamine, peu de hyoscyamine (0,03 %). La graine a le contenu le plus riche en alcaloïde.
Outre les alcaloïdes, les phytoconstituants principaux sont des flavonoïdes, des phénols, tanins, saponines, stérols (durastérol) et des agents antibactériens. Parmi les stéroïdes, il a été trouvé de nombreux withanolides (withametelins, withafastuousin A et B etc), des lactones stéroïdiques de la série ergostane.
Doncheva et coll. (2006) ont procédé à une analyse de 64 alcaloïdes tropaniques chez 7 espèces de Datura (et 5 espèces de Brugmansia) par Chromatographie en phase gazeuse-spectrométrie de masse ; le tableau ci-dessous donne un petit échantillon de leur travail.
| Alcaloïdes                                   | Formules | Racines % | Feuilles % |
| -------------------------------------------- | -------- | --------- | ---------- |
| 3-monosubstitués-tropanes                    |          |           |            |
| hyoscyamine                                  |          | 55.8      | 7.7        |
| 3-substitués-6,7-epoxytropanes               |          |           |            |
| scopolamine                                  |          | 9.0       |            |
| norscopolamine                               |          |           | 43.9       |
| 3,6-bisubstitués-tropanes                    |          |           |            |
| 3α-tigloyloxy-6β-hydroxytropane              |          | 13.7      |            |
| 3-tigloyloxy-6-(2'-methylbutyryloxy)-tropane |          | 4.7       |            |
| 3α,6β-ditigloyloxytropane                    |          | 5.5       | 1.2        |
| 3,6,7-trisubstitués-tropane                  |          |           |            |
| 3-tigloyloxy-6-propionyloxy-7-hydroxytropane |          | 3.0       | 7.8        |

Les racines manifestent un spectre d'alcaloïdes beaucoup plus large que les parties aériennes parce qu'elles sont le lieu où leur biosynthèse s'effectue.
Le composant principal des racines est l'hyoscyamine suivi par le 3α-tiglyoloxy-6β-hydroxytropane. Dans les feuilles, on trouve principalement des époxytropanes avec une substitution sur le carbone 3 : la norscopolamine, l'aposcopolamine et l'aponorscopolamine.

## Utilisations
Le Datura metel est utilisé suivant la dose, en médecine traditionnelle, dans les rituels religieux ou pour l'ivresse récréative qu'il procure. La distinction des différentes espèces n'était en général pas faite dans les usages traditionnels mais la distribution régionale des espèces permet d'avancer des hypothèses.
D'après Symon et Haegi, l'identification de Struchnon manicon du médecin grec Dioscoride (Ier siècle) avec un datura, faite au XVIe siècle est erronée. Geeta et Gharaibeh confirment, après examen des sources arabes et indiennes, que les anciens Grecs ne pouvaient connaître le datura puisque la plante n'aurait été introduite en Asie de l'ouest que vers le IXe siècle.
- Médicinales

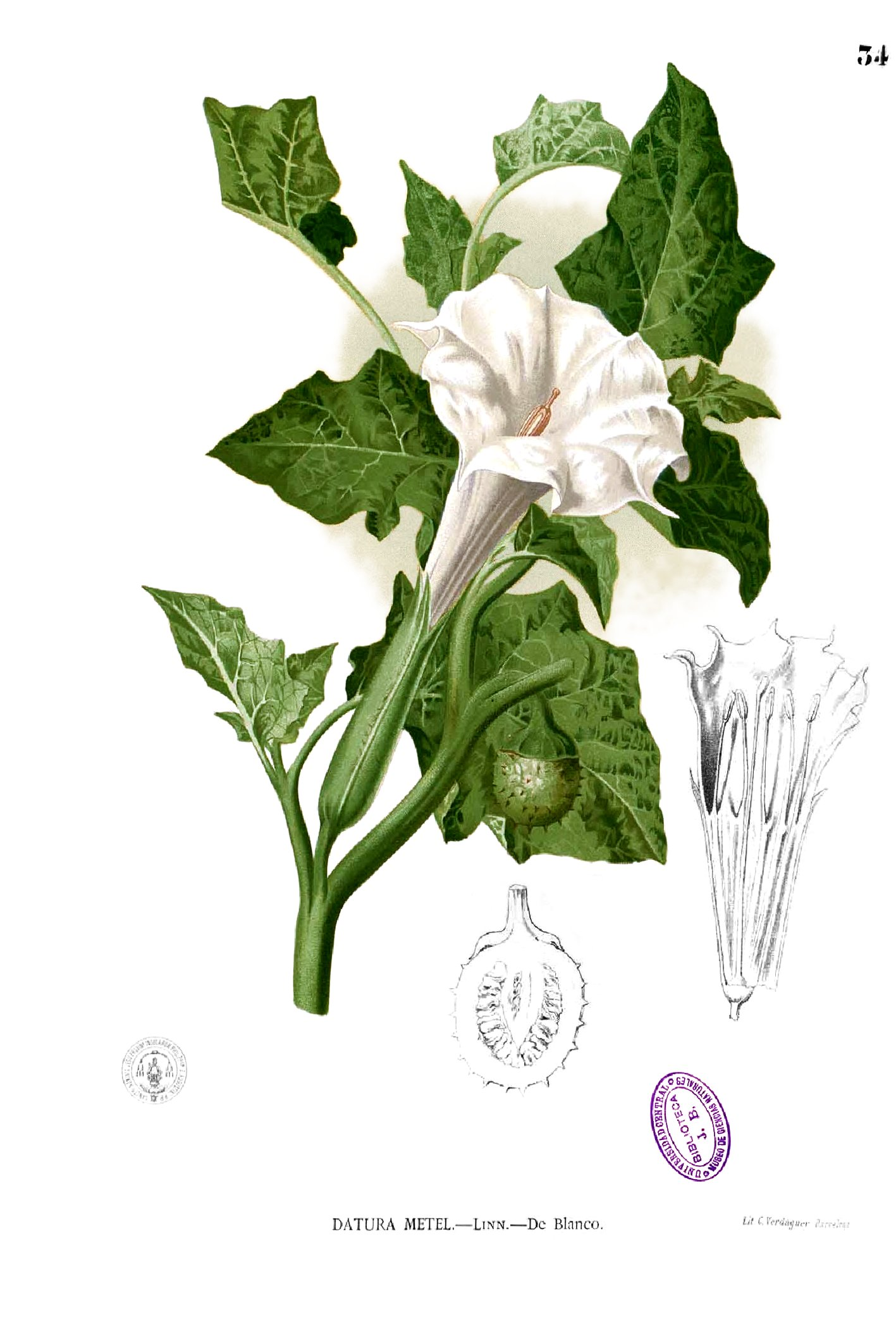
Fruit de Datura metel

Datura metel et D. stramonium ont des usages médicinaux semblables un peu partout dans le monde.
A Madagascar et en Afrique tropicale, le  Datura metel est traditionnellement utilisé pour traiter l'asthme, la toux, la tuberculose et la bronchite. Les feuilles, les fleurs séchées sont fumées sous forme de cigarettes.
La plante entre aussi dans diverses préparations sédatives pour calmer les patients atteints de troubles mentaux.
En Afrique de l'ouest (Sénégal, Guinée, Ghana, Nigeria), des cataplasmes de feuilles broyées sont prescrits pour les œdèmes inflammatoires ou les rhumatismes.
En Éthiopie, l'huile confectionnée avec les graines sert à masser les parties douloureuses.
Les graines sont aussi utilisées comme raticide (en mélange avec de la farine de sorgho) ou pesticide (contre les chenilles ravageuses, les puces, les chiques etc.).
En Inde, une préparation faite de jus de feuilles de datura, de nimba (Azadirachta indica) et de taambula (Piper bettle) est appliquée sur l'eczéma (syndrome). Le jus des feuilles est aussi donné comme anthelmintique et antipyrétique.
En Chine, le Datura metel (yangjinhua 洋金花) est utilisé en médecine traditionnelle comme antitussif, sédatif de l'asthme et analgésique. Les feuilles séchées sont fumées à la pipe pour apaiser les crises d'asthme sans glaires. Avant l'apparition des anesthésiques modernes, de nombreuses préparations à base principalement d'aconit et de datura, étaient utilisées pour soulager les douleurs.
Au Mexique
, les anciens Aztèques utilisaient toloatzin (datura) comme hallucinogène sacré et plante médicinale pour traiter les rhumatismes et les inflammations.
Le datura (toloache) est utilisé par les Huichol à des fins médicinales multiples. Seules les personnes respectant l'esprit de la plante étaient habilitées à l'utiliser.
- Rituels religieux

En Amérique du nord, les Navajos utilisaient le datura pour produire des visions et des prophéties. « Les shamans navajo employaient le Datura pour entrer en transe afin de communiquer avec l'esprit et d'obtenir un diagnostic et la prescription d'un chant nécessaire à la guérison » (Pratt 2007).
Le datura était aussi utilisé dans les rituels initiatiques par les Yokuts (Californie). Les initiés en prenaient pour que leur vie soit « bonne et longue ».
En Inde, le datura est associé au dieu hindou Shiva. Suivant Geeta et Gharaibeh (2007), dans le sud de l'Inde, où le datura est connu sous le nom tamoul de unmattan, il joua un rôle important dans l'adoration de Shiva aux IXe - XIIIe siècle, durant la dynastie Chola. Shiva Nataraja, le danseur cosmique, est souvent représenté avec dans sa coiffure une fleur de datura. La pratique de consommer des boissons toxiques à base de feuilles de datura et d'offrir au dieu Shiva des fleurs de cette plante est toujours active dans le Maharashtra actuel.
- Culture ornementale

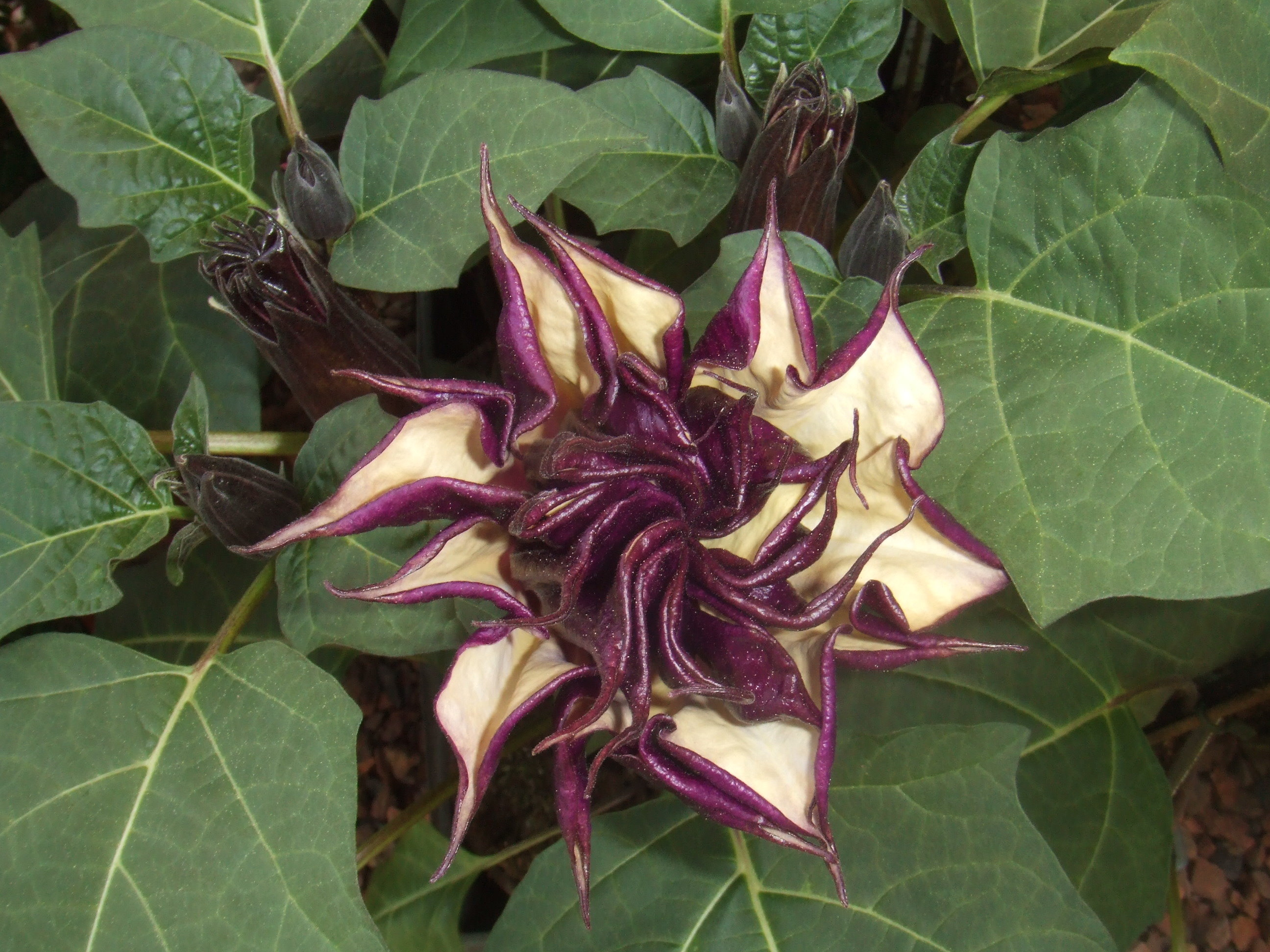
'Black Currant Swirl', Jardin botanique de l'Université technique de Delft, Pays-bas

Plusieurs cultivars aux fleurs doubles ou triples et aux superbes couleurs mauves ou jaunes ont été sélectionnées. On peut citer :
- 'Fastuosa' ou 'Black', 'Black Currant Swirl' aux fleurs mauves
- 'Chlorantha' aux fleurs jaune pale

Il se multiplie à partir de semis et se ressème spontanément.
Il préfère les sols argileux ou limoneux, bien drainés et fertiles, en position très ensoleillée. Parfaitement adapté à la sécheresse, il est sensible à l'excès d'eau qui provoque la pourriture du collet. On doit éviter les apports de fumier qui favorise le développement des champignons pathogènes des racines et du collet.
- Plantation industrielle

La culture industrielle de Datura metel a été développée dans certains pays africains, en Inde, en Chine et Australie pour produire des alcaloïdes tropaniques.
Environ 4 mois après le semis, lorsque la floraison débute, la récolte des rameaux et des jeunes feuilles s'effectue. Les fruits se récoltent à maturité. La teneur en alcaloïdes atteint un pic pendant la saison chaude car un éclairement intense et de longue durée favorise l'accumulation de scopolamine.